# 金長銘
金長銘（1917年—1985年），出生於中國瀋陽，重慶大學土木工程系建築組畢業，1947年至臺灣臺南工作，是臺灣戰後第一代建築師。

## 生平
1917年生，是中國東北察哈爾宣化人，父親是遼金史學者。1947年至臺灣臺南工作教授建築，1961年取得美國維吉尼亞理工大學建築碩士後，在美國的建築事務所工作並定居。

## 學習經歷
1936年隨父親赴日本進入東京工業大學土木工程系就讀，1938年返回中國進入陝西省的西北工學院讀書，1939年轉往重慶大學土木工程系建築組，1942年畢業。1959年獲Virginia Polytechnic Institute的助學去美國，1961年獲V. P. I. 建築碩士。

## 工作經歷
1942年從重慶大學土木工程系建築組畢業後留校擔任助教，1945年昇任講師，1946年至瀋陽東北大學任建築系講師，二戰後1947年至臺灣臺南擔任臺灣省立工學院（今國立成功大學的前身）建築系講師，1950年昇任副教授，1955年昇任教授。1961至1974年任職於美國的Winght, Jones & Wilkerson擔任主設計師，1974-1978年任職於Ben Jones等事務所，1978-1983年任職於Waily & Willson等事務所。

## 設計風格
金長銘相當推崇現代建築大師密斯凡德羅的「少即是多」（Less is more）概念，認為與中國老莊思想無為無我之境極為吻合。另一方面，他提倡現代建築，因認為現代建築是一種等同於民主的建築。

## 建築設計作品
- 1954年：高等法院臺南分院[1]
- 1958年：臺南電信局（與基泰工程司合作）[4]
- 1959年：臺南市民族路林宅（與王秀蓮合作）[3]
- 1961年：臺南市青年館（與曾東波、李濟湟合作）[3]
- 1961年 - 1974年：College of William & Mary: William & Mary Hall（籃球體育館），William & Mary Commons（學生宿舍），Millington Hall（生物學、心理學系館），Swem Library（總圖書館）, Madison College: Gibbons Hall（1700人餐廳），Warren Hall（學生活動中心），Godwin Hall（體育館）[1][5]